# Dorylaea flavifrons
Dorylaea flavifrons är en kackerlacksart som beskrevs av Shaw 1925. Dorylaea flavifrons ingår i släktet Dorylaea och familjen storkackerlackor. Inga underarter finns listade i Catalogue of Life.